# 終わりで始まりの4日間
『終わりで始まりの4日間』（Garden State）は、2004年のアメリカ合衆国の映画。俳優ザック・ブラフの初監督、脚本作品。
第20回インディペンデント・スピリット賞新人作品賞受賞。日本劇場未公開（2006年DVD発売）。
コールドプレイの楽曲「ドント・パニック」をオープニング曲として使用している。

## ストーリー
ロサンゼルスで生活するアンドリューは、知的障害者を演じて以降は役に恵まれない俳優。故郷の父に処方された大量の精神安定剤を常用しながら、ベトナム料理店のアルバイトで生計を立てていた。
ある日、彼は父からの電話で母親の死を知らされる。アンドリューは薬を飲むことを止め、9年ぶりに故郷のニュージャージー州（通称 Garden State）に帰って来る。おばや父親との再会はぎこちないうえに、旧友たちと再会しても違和感を持ってしまうアンドリューだったが、父親に紹介された精神科の待合室で風変わりな少女サムと出会う。
サムや旧友たちとの交流を通じ、服薬を絶ったこともあり、彼は少しずつ心を開いていき、やがて自分と家族の過去と向き合いはじめる。

## キャスト
| 役名         | 俳優                   | 日本語吹替 |
| ------------ | ---------------------- | ---------- |
| アンドリュー | ザック・ブラフ         | 加瀬康之   |
| サム         | ナタリー・ポートマン   | 坂本真綾   |
| マーク       | ピーター・サースガード | 高瀬右光   |
| ギデオン     | イアン・ホルム         | 納谷六朗   |
| キャロル     | ジーン・スマート       | 勝生真沙子 |
| ディエゴ     | メソッド・マン         |            |
| オリビア     | アン・ダウド           | 塩田朋子   |
| コーエン医師 | ロン・リーブマン       |            |
| アルバート   | デニス・オヘア         | 小林清志   |
| ケニー       | マイケル・ウェストン   |            |
| ティム       | ジム・パーソンズ       |            |
| シルビア     | ジャッキー・ホフマン   |            |
| デイヴ       | アレックス・バーンズ   |            |

## 制作
2003年4月から5月まで間、ニュージャージー州、ニューヨーク、ロサンゼルスで撮影。

## 公開
サンダンス映画祭でプレミア上映。
250万ドルの低予算ながら最終的に3500万ドル以上の興行成績を収めた。

## 主な受賞
- セントラル・オハイオ映画批評家協会賞：新人賞
- シカゴ映画批評家協会賞：新人監督賞
- フロリダ映画批評家協会賞：ブレークスルー賞
- グラミー賞：Best Compilation Soundtrack Album for a Motion Picture, Television or Other Visual Media
- インディペンデント・スピリット賞：新人作品賞
- ナショナル・ボード・オブ・レビュー：新人監督賞
- フェニックス映画批評家協会賞：新人賞
- ストックホルム映画祭：男優賞

## 評価
- サムは典型的なマニック・ピクシー・ドリーム・ガールだと評されている[3]。